# Stade lavallois omnisports
 (septembre 2022).
 (septembre 2022).
La mise en forme du texte ne suit pas les recommandations de Wikipédia : il faut le « wikifier ».
Les points d'amélioration suivants sont les cas les plus fréquents. Le détail des points à revoir est peut-être précisé sur la page de discussion.
- Les titres sont pré-formatés par le logiciel. Ils ne sont ni en capitales, ni en gras.
- Le texte ne doit pas être écrit en capitales (les noms de famille non plus), ni en gras, ni en italique, ni en « petit »…
- Le gras n'est utilisé que pour surligner le titre de l'article dans l'introduction, une seule fois.
- L'italique est rarement utilisé : mots en langue étrangère, titres d'œuvres, noms de bateaux, etc.
- Les citations ne sont pas en italique mais en corps de texte normal. Elles sont entourées par des guillemets français : « et ».
- Les listes à puces sont à éviter, des paragraphes rédigés étant largement préférés. Les tableaux sont à réserver à la présentation de données structurées (résultats, etc.).
- Les appels de note de bas de page (petits chiffres en exposant, introduits par l'outil «  Source ») sont à placer entre la fin de phrase et le point final[comme ça].
- Les liens internes (vers d'autres articles de Wikipédia) sont à choisir avec parcimonie. Créez des liens vers des articles approfondissant le sujet. Les termes génériques sans rapport avec le sujet sont à éviter, ainsi que les répétitions de liens vers un même terme.
- Les liens externes sont à placer uniquement dans une section « Liens externes », à la fin de l'article. Ces liens sont à choisir avec parcimonie suivant les règles définies. Si un lien sert de source à l'article, son insertion dans le texte est à faire par les notes de bas de page.
- La présentation des références doit suivre les conventions bibliographiques. Il est recommandé d'utiliser les modèles {{Ouvrage}}, {{Chapitre}}, {{Article}}, {{Lien web}} et/ou {{Bibliographie}}. Le mode d'édition visuel peut mettre en forme automatiquement les références.
- Insérer une infobox (cadre d'informations à droite) n'est pas obligatoire pour parachever la mise en page.

Pour une aide détaillée, merci de consulter Aide:Wikification.
Si vous pensez que ces points ont été résolus, vous pouvez retirer ce bandeau et améliorer la mise en forme d'un autre article.
Le Stade lavallois omnisports est un club omnisports français comprenant 14 sections en 2022 et 1457 adhérents.

## Historique

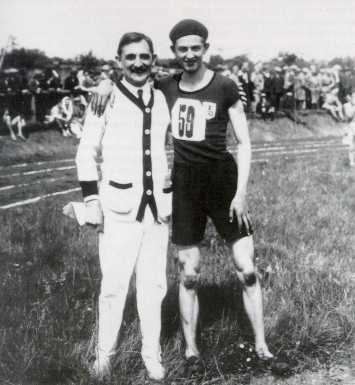
Joseph Gemain et son fils Guy, en 1929.

C'est le 17 juillet 1902 que Joseph Gemain, adjoint technique des Ponts et Chaussées à la mairie de Laval, alors âgé de 20 ans, décide de créer le Stade Lavallois, club omnisports,.
L'insertion au Journal officiel de la République française paraît le 18 septembre 1902. L’objet initial de l'association est la pratique de sports athlétiques tels que le football, la course à pied, le lancer de disque et de poids, le tennis, etc.
Le premier président est Émile Sinoir, professeur de rhétorique au lycée de Laval (actuel lycée Ambroise-Paré), ancien normalien et agrégé de lettres.
Le football est la première discipline sportive pratiquée au sein de cette nouvelle association sportive se situant au 7 rue des Ruisseaux à Laval, bien que la section de football ne soit officiellement agréée que le 27 septembre 1909.
Le club est d'origine laïque et s'affilie logiquement à l'Union des sociétés françaises de sports athlétiques (USFSA), fédération sportive au sein de laquelle le mouvement laïque est représenté, dont le comité de Bretagne a été créé le 6 avril 1902.
Dans les années 1910 la section athlétisme est créée et prendra véritable essor en 1932. André Labat, champion de France de saut en hauteur en 1913 et second en 1914 et Eugène Miaille furent les principaux animateurs de cette section.
La section natation est créée en 1922 et la section boxe en 1924.
Le 6 janvier 1924, le club fusionne avec le Sporting Club lavallois, laissant leurs divergences de côté. La nouvelle société sportive prend le nom de Stade Lavallois, et son comité comporte 25 personnes choisies dans les deux clubs. Les activités sportives sont alors le football, rugby, athlétisme, boxe, escrime, tennis et natation. Le président est Léon Boüessé, les vices-présidents MM. Carru, de la Vaissière et Brault.
Au fil des ans de nouvelles sections sont créées : le basket et le hockey sur gazon en 1942, le taekwondo en 2005, l'ultimate en 2012, le football américain, le flag football, le cheerleading et le wing chun en 2014. Suivent ensuite le stage multi-activités, la pétanque et le tennis en table en 2015, l'ARDV en 2019 et le krav maga en 2020.
Le nom actuel de Stade lavallois omnisports apparait dans les années 1970. L'association Stade lavallois prend officiellement le titre de Stade lavallois omnisports le 21 décembre 1989 à la suite du départ de la section football, qui devient le Stade lavallois FC.

## Section football
La section football du Stade lavallois est active depuis 1902.
Le 12 décembre 1989, la section football quitte le club omnisports et devient le Stade Lavallois Football Club

## Section athlétisme
La section athlétisme du Stade lavallois est animée à la fin de la Première Guerre mondiale par André Labat et Eugène Miaille. Elle prend son essor à partir de 1932. De nombreux athlètes s'illustrèrent alors tant au niveau régional que national.
Parmi ces quelques athlètes:
- 1913 : André Labat : champion de France : saut en hauteur et en longueur ;
- 1939 : André Fournier : poids et saut en longueur ;
- 1946 : Alain de Vaufleury : champion de France cadets en 1 000 m ;
- 1949 : Henri Brault : champion universitaire et plusieurs fois international ;
- 1951 : Claude Renner : 80m cadets
- 1960 : Christian Dudouet : international
- 1961 : Jean Brault : international junior et champion de France du lancer du poids
- 1970-1980 : Jacqueline Etiemble : championne de France, internationale ;
- 1974-1984 : Gérard Lelièvre : champion de France en marche, international ;
- 1986 : Didier Bernard : champion de France du 10 000 m - plusieurs fois membres des équipes de France d'athlétisme et de cross country
- 1993-2012 : Manuela Montebrun : lancer du poids, championne de France, internationale ;
- 2016-2022 : Sounkamba Sylla : sélectionnée aux Jeux olympiques de Tokyo en 2020 au relais 4 × 400 m[11], vice championne de France élite et espoir, 5e au relais 4x400 aux Championnats du monde d'athlétisme à Eugene[12], sélectionnée aux Championnats d'Europe d'athlétisme 2022 à Munich[13].

## Section basket-ball
La section basket-ball du Stade lavallois débute en 1942 sous la responsabilité de Raymond Legendre alors chef du service de la Jeunesse et des Sports. Albert Legendre est son président. Après une période d'inactivité (1945-1952), le club fusionne avec l'équipe de la SNCF. Elle s'appelle alors "section de basket du Stade lavallois Cheminot-Club". En 1962, l'équipe première accède de façon éphémère au championnat de France division fédérale.
Depuis plusieurs années maintenant, le basket fait partie de la section du Stade lavallois omnisports et comporte 116 licenciés en 2022. La section se compose de 2 catégories jeunes (U13F, U18F) ainsi qu’une école de basket (U7, U9, U11F), 4 catégories seniors (DM2, PRM, RF3, DF1), une équipe loisir ainsi qu’une école d’arbitrage ouverte à tous les licenciés. La section basket-ball organise plusieurs évènements importants tels que le tournoi d’Halloween (environ 200 jeunes) & un tournoi 3×3.

## Section boxe
La section boxe du Stade lavallois provient de la fusion du club avec le Sporting Club lavallois. Elle accueille son premier boxeur professionnel en 1945 : Daniel Bertron. Sous la direction d'Yves Lebreton, le club est un des plus importants de l'Ouest (Bretagne, Normandie, Pays-de-Loire et Poitou). Le représentant le plus célèbre de la section est Jean-Claude Bouttier. Par la suite, passé dans les rangs professionnels en 2005, Stanislas Salmon remporte plusieurs titres de France : Champion de France espoirs des poids welters en 2006, Champion de France professionnel dans la catégorie poids welters (−66,7 kg) en 2008-2012, champion WBC Méditerranéen en 2011. Il est depuis début 2020 co-président du club de boxe de Laval avec un autre ex-compétiteur du club Florian Lecourt. Plus récemment encore, Jordy Weiss devient la relève de tout ces anciens boxeurs. En effet, depuis ces début en 2012 à 2022, son compteur est à 29 combats / 29 victoires (3 ko) / 0 défaite.

## Section hockey sur gazon

### Histoire
La section hockey sur gazon du Stade lavallois est créée à l'hiver 1942 sous l'impulsion du docteur Henry. Les joueurs s'entrainaient et jouaient sur un terrain gazon au Stade Francis le Basser, puis les terrains synthétiques sablés sont apparus, remplaçant la quasi-totalité des terrains gazon de France (1988-1989). Dans les années 1970, l'équipe première de Laval commence à faire parler d'elle. Elle joue alors en Bretagne et dans les Pays de la Loire. Elle se hisse à partir de 1980 au plus haut niveau national par sa politique de formation.
En 1987, le Stade lavallois hockey atteint son plus haut niveau et fait partie des dix meilleures équipes de France. Les joueurs du Stade participent régulièrement aux stages de détection de l'équipe de France A. En 2015, le club est délocalisé à Bonchamp, un nouveau terrain synthétique mouillé et de nouvelles infrastructures sont créées. Pour la première fois, le hockey sur gazon devient prioritaire. En 2022, le club compte deux équipes séniors (une équipe évoluant en Nationale 2 et une équipe en promotion de Nationale 3), deux équipes jeunes (une équipe U10 et U12), ainsi qu'une équipe vétéran.

### Palmarès
- Équipe 1 :
  - Champion de France en national 4 (gazon) en 1978.
  - Champion de France en national 1B (gazon) en 1986, 1990 et 1999.
  - Champion de France en national 2 (salle) en 1990.
  - Champion de France (gazon) en 2015.
  - Troisième du championnat de France (gazon) en 2017 et 2019.
  - Champion régional (salle) en 2019.
- Équipe 2 :
  - Champion régional depuis 2018.
- Équipe Vétéran :
  - Champion de France en 2015 et 2017.
  - Vice champion de France en 2016.

## Section natation
Le Stade lavallois natation, anciennement "les Pélicans lavallois" a été créé en 1917. La section intègre le club omnisports du Stade lavallois en 1924. À l'origine, l'entrainement avait lieu près du viaduc de Laval puis près de l'usine Tivoli. Depuis, les nageurs s'entrainent à la piscine de Saint Nicolas de Laval.

## Section Stallions
La section des Stallions rejoint le Stade lavallois omnisports en 2012. Le football américain, le flag football ainsi que le cheerleading y sont pratiqués. Une école de flag football est ouverte au début de la saison 2022-2023.
La section compte 60 licenciés pour la saison 2021-2022.
- Football américain : deux équipes : jeune et sénior
- Flag football : sport d’avenir mixte ouvert à la compétition à partir de 15 ans.
- Ecole de flag football : mixte de 6 à 14 ans
- Cheerleading : pratique sportive mixte à partir de 15 ans

L'équipe de football américain réalise de bons résultats en Nationale 3 de 2015 à 2017.

## Section taekwondo
Le taekwondo est un art martial. La section a été créée en 2005. Elle compte 20 adhérents pour la saison de 2021-2022, répartis en plusieurs groupes tels que les enfants, les adolescents et les adultes qui évoluent en loisir. Les entrainements se déroulent au Palindrome (Route de Tours à Laval).

## Section loisir pétanque et tennis de table
La section pétanque et tennis de table loisir a été créée en 2015 ; cette section a une vocation sociale. Elle est réservée aux habitants du quartier qui ne peuvent pas accéder pour des raisons diverses à des licences classiques. Cela leur permet de pratiquer un sport et de rompre l’isolement.

## Section rugby
La section rugby provient de la fusion avec le Sporting Club lavallois. L'équipe de rugby du Sporting remporte quatre fois le championnat de Bretagne dans les années 1920, puis trois fois par le Stade lavallois qui fusionna avec. C'est seulement lors de la saison 1926-1927 qu'il est détrôné de la première place par le Rugby Club Rennais. Eloignée des terres de rugby, concurrencée par le football, la section rugby disparait en 1935. Depuis quelques années le rugby a repris sous le nom du Rugby Club Lavallois mais n'est plus une section du Stade lavallois omnisports.

## Section Wing chun
Le Wing chun est une forme de kungfu. Cette section a rejoint en 2014 le Stade lavallois omnisports. Elle compte 10 adhérents pour l’année 2021-2022 et évolue en loisir. Les entrainements se déroulent au Palindrome de Laval.

## Section Ultimate
L’Ultimate est un sport qui a rejoint le Stade lavallois omnisports en 2012. Cette section compte 19 licenciés pour la saison 2021-2022, évoluant dans trois championnats différents. Chaque année cette section organise une des phases du championnat indoor (représente 8 à 10 équipes de 15 joueurs) ou outdoor. Ils ont remporté plusieurs titres :
- Championnat indoor : 1re équipe : National 3 / 2nd équipe : Régional 2
- Championnat outdoor : 1 équipe : Régional 1
- Championnat beach : Nationale 3

Leurs entrainements se déroulent de mars à octobre au Stade des Gandonnières (Chemin de la Malle) à Laval et de novembre à février au gymnase Jeff Lemoine (Rue des Sports) à Laval.

## Section stage multi-activités
La section stages multi activités a été créée en 2015. Les stages se déroulent pendant la période des vacances scolaires dans le but de promouvoir un accès à des activités sportives, culturelles et de loisirs pour des jeunes de 6 à 14 ans, contribuer à l’insertion sociale, à la prévention de l’exclusion, à la délinquance et à l’éducation à la citoyenneté avec les centres de loisirs de la ville de Laval et de faire découvrir les disciplines sportives de l’association.
Lors de l'année 2021-2022, 68 enfants sont inscrits.

## Section Krav maga
Le Krav maga est pratiqué au Stade lavallois omnisports depuis 2020. La section compte 49 licenciés dans cette section pour l'année 2021-2022. Le krav maga est une méthode d’autodéfense. La devise du krav maga est simplicité, rapidité et efficacité. Les entrainements se déroulent au Palindrome (route de Tours) à Laval.

## Section ARDV 53
L’ADRV signifie « Art De Rester Vivant ». Cette section a rejoint le Stade lavallois omnisports en 2019. Plusieurs activités sont pratiquées au sein de cette section : boxe thaïlandaise, kick boxing, Pancrase HB MMA, krav maga amazones (pour les femmes) ainsi que le krav maga Celtikan avec Badre Belhaja (champion du monde de boxe thaï) et Eric Garnier Sinclair (champion d’Europe Pancrase HB). Cette section regroupe au total 17 licenciés évoluant en loisir en 2019-2020. Cette section est en sommeil depuis 2021.